# Malcolm Stevenson
Malcolm Stevenson (ur. 1878, zm. 1927 na Seszelach) – brytyjski urzędnik kolonialny, ostatni wysoki komisarz i pierwszy gubernator Cypru w latach 1918–1927, gubernator Seszelów w 1927.

## Życiorys
Urodził się w 1878 roku.
Funkcję brytyjskiego wysokiego komisarza Cypru objął 31 grudnia 1918 po Johnie Clausonie. Urząd ten został zlikwidowany 10 marca 1925, a Malcolm Stevenson został pierwszym gubernatorem Cypru. 30 października 1926 zastąpił go Ronald Storrs. W 1927 – po Josephie Byrnem – został na krótko gubernatorem Seszelów, zmarł podczas pełnienia swojej funkcji. Urząd objął po nim de Symons Montagu George Honey.
Zmarł w 1927 roku.